# 167
Évszázadok: 1. század – 2. század – 3. század
Évtizedek: 110-es évek – 120-as évek – 130-as évek – 140-es évek – 150-es évek – 160-as évek – 170-es évek – 180-as évek – 190-es évek – 200-as évek – 210-es évek
Évek: 162 – 163 – 164 – 165 –  166 – 167 – 168 – 169 – 170 – 171 – 172

## Események

### Római Birodalom
- Lucius Verus császárt (helyettese májustól Q. Caecilius Dentilianus) és Marcus Ummidius Quadratust (helyettese M. Antonius Pallas) választják consulnak.
- Az előző évi longobárd támadás miatt Pannonia kormányzója, Marcus Iallius Bassus a markomannok klienskirályának, Ballomarnak közvetítésével tárgyalásokat kezd 11 germán törzzsel, de nem jutnak végleges megállapodásra.
- Az év második felében a vandálok és a jazigok betörnek Daciába és megölik Calpurnius Proculus kormányzót. A markomannok áttörik a dunai limest és egészen Észak-Itáliáig jutnak, ahol Aquileiát ostrom alá veszik és elpusztítják a közeli Opitergiumot. A kvádok is Pannoniában fosztogatnak.
- A birodalom a lakosságot és a hadsereget tizedelő járvány miatt csak lassan reagál a barbárok támadására, a Legio V Macedonicát átvezénylik Dacia Superior provinciába.
- Elfogják és kivégzik Anicetust, Róma keresztény püspökét. Utóda Soterus.
- Elfogják Aberkioszt, Hieropolisz püspökét is, aki börtönében meghal.

### Korea
- Cshogo, Pekcse királya megtámadja a szomszédos Silla királyságát. Elfoglal két várat, de a közelgő sillai sereget túl erősnek ítéli és zsákmányával visszavonul.

## Halálozások
- Anicetus pápa
- Hieropoliszi Aberkiosz, keresztény püspök, teológus
- Vang Fu, kínai filozófus

## Fordítás
- Ez a szócikk részben vagy egészben  a(z)   167 című francia Wikipédia-szócikk ezen változatának fordításán alapul.  Az eredeti cikk szerkesztőit annak laptörténete sorolja fel. Ez a jelzés csupán a megfogalmazás eredetét és a szerzői jogokat jelzi, nem szolgál a cikkben szereplő információk forrásmegjelöléseként.